# Сиверская (станция)
Си́верская — железнодорожная станция четвёртого класса Санкт-Петербург — Витебского региона Октябрьской железной дороги в Гатчинском районе Ленинградской области на линии Санкт-Петербург — Луга. Расположена в центре посёлка Сиверский в 68 км от Санкт-Петербурга. Время движения от Балтийского вокзала на пригородном поезде — 1 час 18 минут, на электропоезде "Ласточка" - 52 минуты.

## История
Территория, которую занимает станция, входила в состав Сиверской мызы, принадлежавшей баронессе С. П. Черкасовой. В 1855 году 20 десятин земли было выкуплено в казну для строительства Петербурго-Варшавской железной дороги и устройства Сиверской станции. Открытие движения на участке Гатчина — Луга состоялось 5 декабря 1857 года. Сиверская была третьей по счёту станцией от Санкт-Петербурга после Александровской и Гатчины. Открытие станции дало мощный импульс развитию Сиверской дачной местности.
В 1857 году был построен небольшой одноэтажный деревянный вокзал. В 1860 году здание было увеличено на треть на средства Б. Ф. Фредерикса. Общее количество пассажиров за тот же год составило 10 159 человек. В 1890-х годах на средства В. Б. Фредерикса были построены новое здание вокзала с крытой платформой, летний пассажирский павильон, дом начальника станции, здание медицинского пункта, отдельное здание буфета с открытыми верандами и садом. Рядом со станцией находились трактир, гостиница, рынок, мануфактурный магазин, частные торговые дома и лавки. Вдоль полотна железной дороги были расположены лесные биржи и складские помещения.
В 1882 году начальник станции А. А. Дрессен, известный дачевладелец и благотворитель, в память мученической кончины Александра II построил каменную часовню во имя Св. кн. Александра Невского. В. Б. Фредерикс передал в дар иконы и церковное имущество из упразднённого домового храма Сиверской мызы. В 1919 году она была закрыта. Около часовни был установлен памятник К. Марксу. В 1924 году в часовне устроили складское помещение, затем летний ресторан. В конце 1930-х годов она была снесена, а на её месте устроен цветник.
В 1966 году станция была электрифицирована напряжением 3,3 кВ постоянного тока в составе участка Гатчина-Варшавская - Сиверская.
В 1970-х годах были построены новое здание вокзала и подземный пешеходный переход. В 2008 году произведён капитальный ремонт вокзала. В сохранившейся центральной части здания старого вокзала располагается продуктовый магазин.
В 1971 году электрификация однопутного участка напряжением 3,3 кВ постоянного тока была протянута до ст. Луга-I.
В 1986 году от ст. Сиверская до ст. Луга-I с целью увеличения количества пар электропоездов и пропускной способности был пристроен и электрифицирован второй главный путь.
Через станцию без остановки до 2016 года следовал поезд дальнего следования Санкт-Петербург — Рига. Основным клиентом станции по грузовой работе была строительная компания БИК, занимающаяся производством тротуарной плитки. Погрузка станции была около 2-3 вагонов в день (нерегулярно).  Станция использовалась для отстоя транзитных вагонов (в сутки — до 100 вагонов).
В процессе строительства участка газопровода Северный поток — 2 Грязовец — Усть-Луга, станция принимала вагоны с трубами диаметров 1420 мм.

## Описание
На станции имеется павильон с залом ожидания и кассами по продаже билетов, а также подземный пешеходный переход. У станции расположены остановки значительного числа пригородных автобусных маршрутов. Посередине станции расположен переезд автодороги Р40 Кемполово — Шапки.
В настоящее время на станции останавливаются все проходящие через неё пригородные электропоезда (20-27 пар в сутки), кроме идущих до Пскова (3 пары в сутки). Поезда в направлении от Санкт-Петербурга к Луге прибывают к западной боковой платформе (№ 3). Поезда в направлении от Луги к Санкт-Петербургу прибывают к островной платформе (№ 2). Для части электропоездов станция Сиверская является конечной остановкой, они прибывают и отправляются от восточной боковой платформы (№ 1). Через станцию ежесуточно следует в среднем 15 пар грузовых поездов. Также, через станцию без остановки с 2023 года по назначению следует поезд дальнего следования Петрозаводск — Псков № 211/212.
Близ станции находятся историко-бытовой музей «Дачная столица», а также Музей истории Сиверской, Музей истории Сиверского аэродрома. С 1964 по 2009 год близ станции жил выдающийся композитор И. И. Шварц, с 2011 года функционирует Дом-музей И. И. Шварца.
Также рядом со станцией сохранилось единственное дореволюционное кирпичное здание железнодорожного фельдшерского пункта (железнодорожной амбулатории), на территории которого в настоящее время организуется Музей железнодорожного наследия станции Сиверская.

## Путевое развитие
Станция имеет 2 главных, 6 приёмоотправочных и 5 подъездных путей. Стрелочных переводов — 42 (в том числе 3 ручные «стрелки»). В 2024 году планируется капитальный ремонт станции.

## Управление
Персонал станции — 6 сотрудников.
- Начальник станции — Богуров Борис Сергеевич (возглавляет также станцию Строганово).
- Дежурный по станции — 5 человек.

## Фотографии

Здание вокзала (1900-е гг.)
Крытая товарная платформа (1912 год)
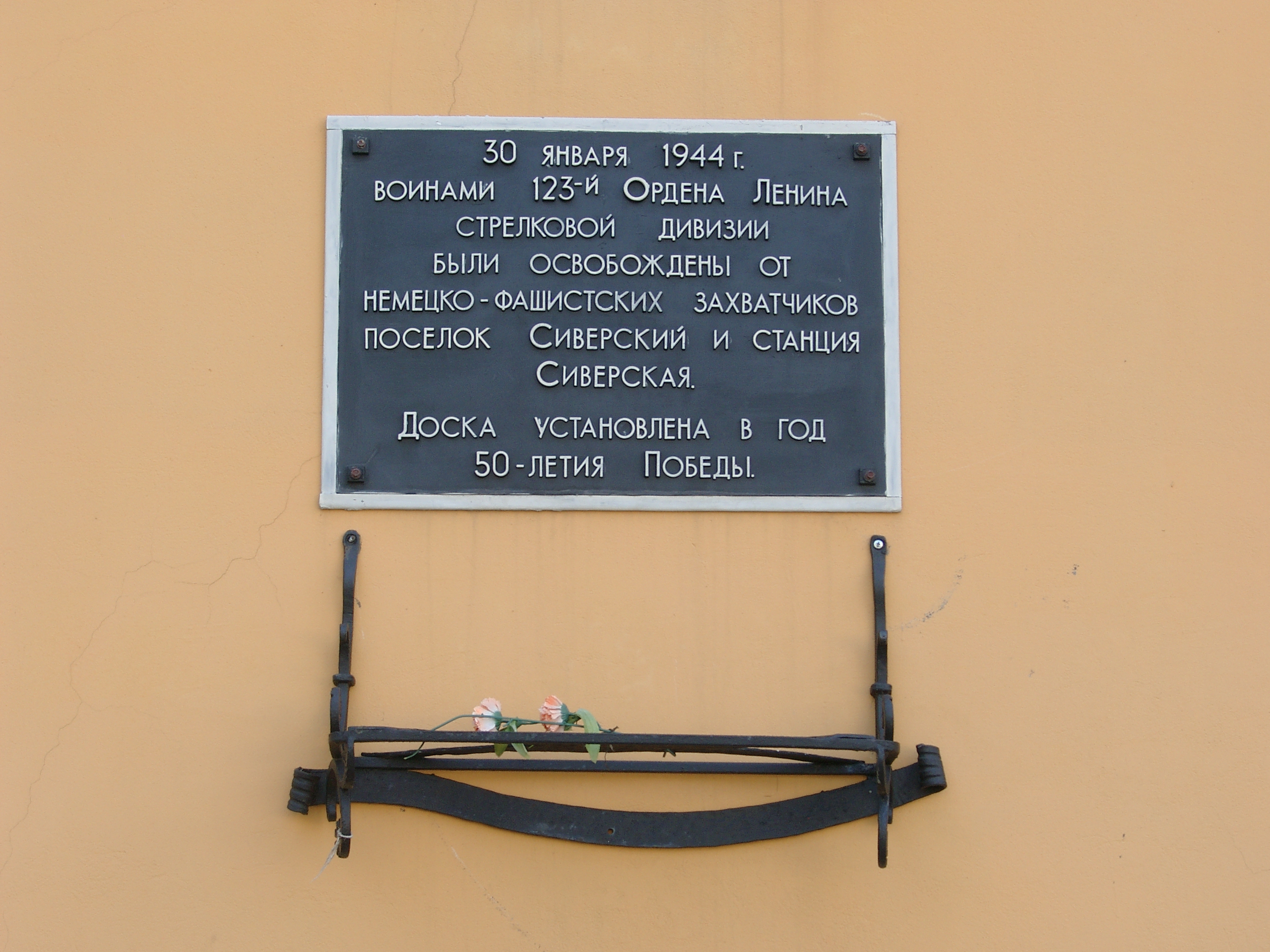
Мемориальная доска на здании станции, посвящённая освобождению посёлка во время Великой Отечественной войны.
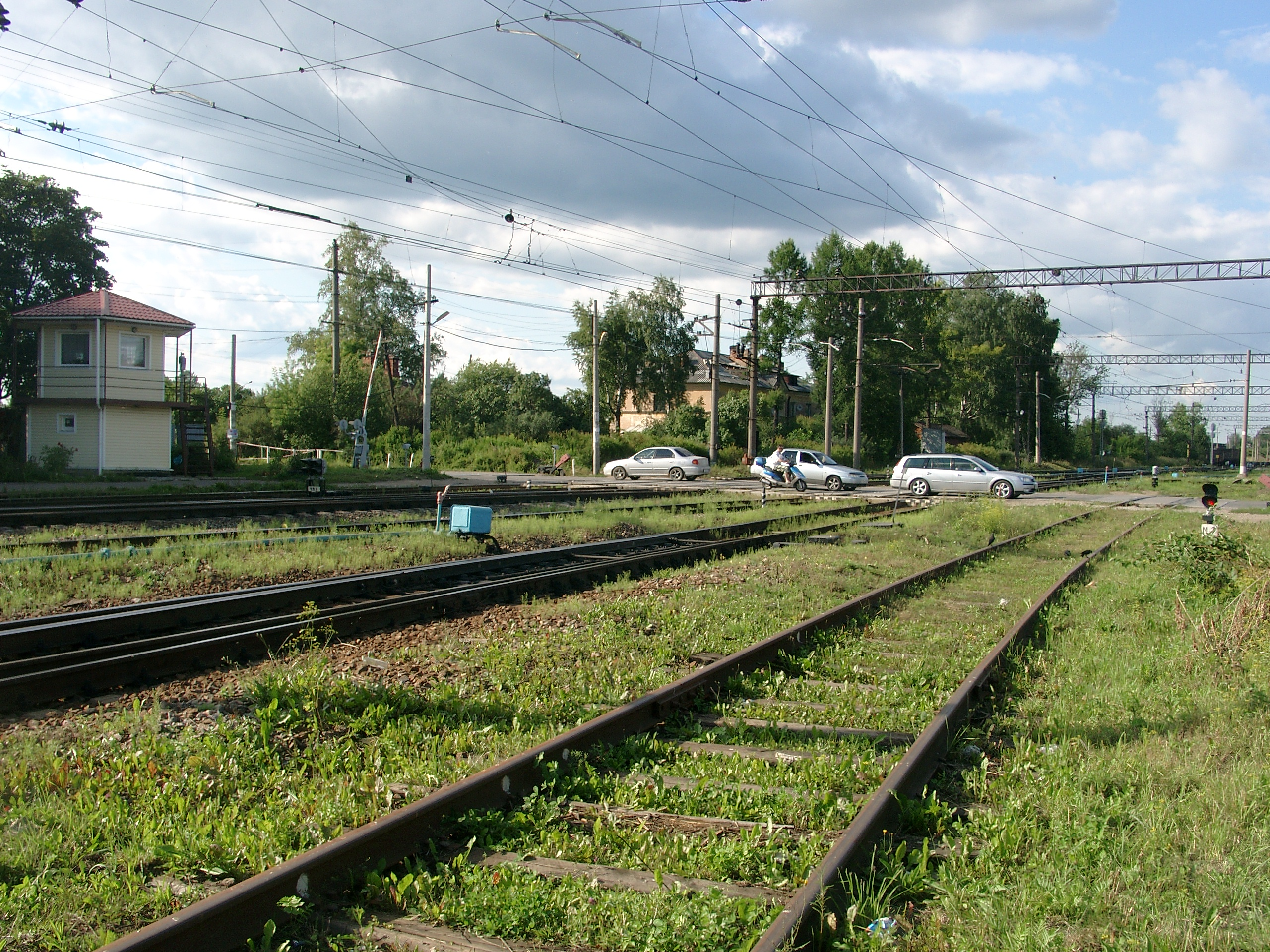
Переезд к северу от станции
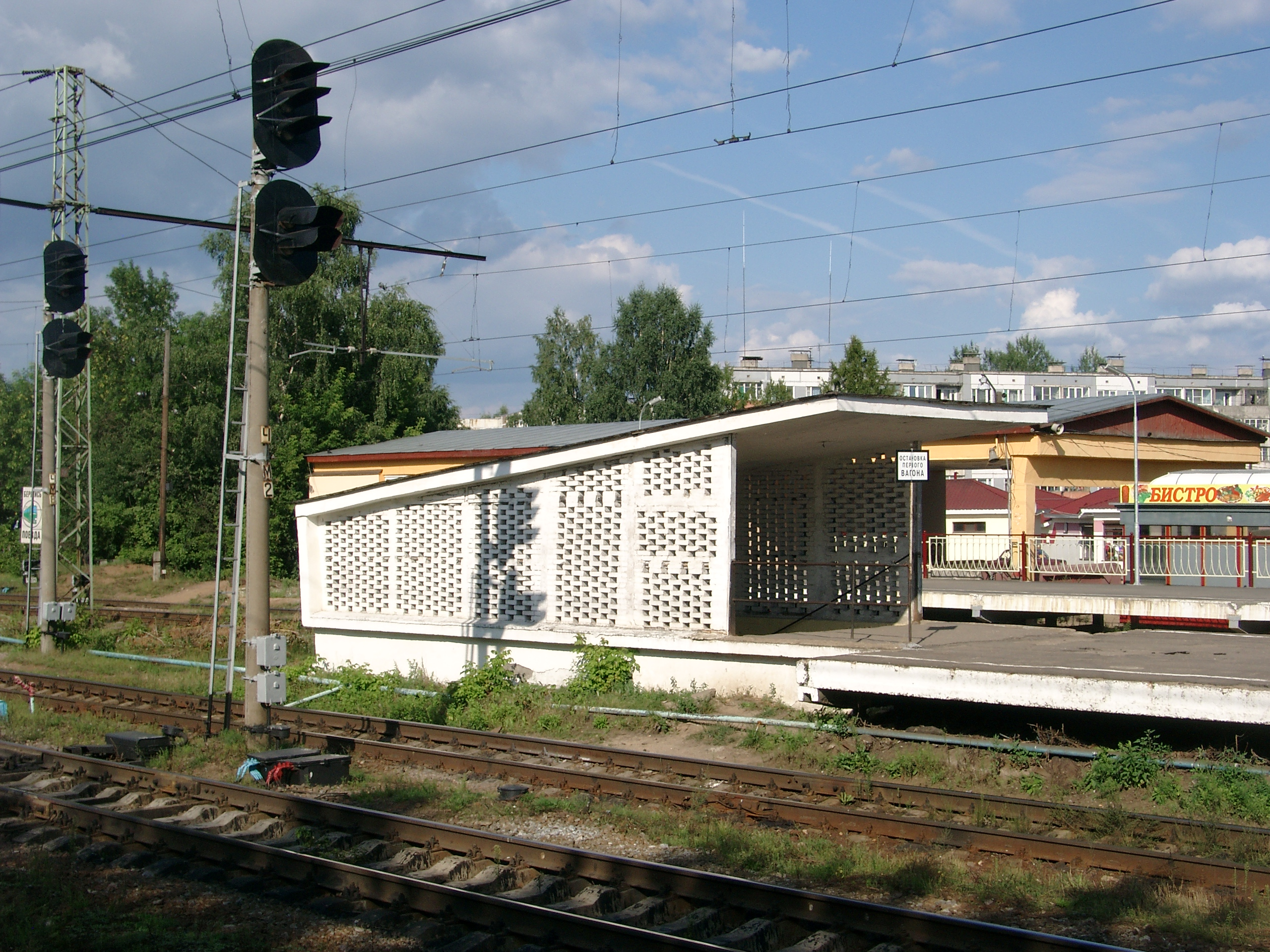
Вход в подземный пешеходный переход с островной платформы
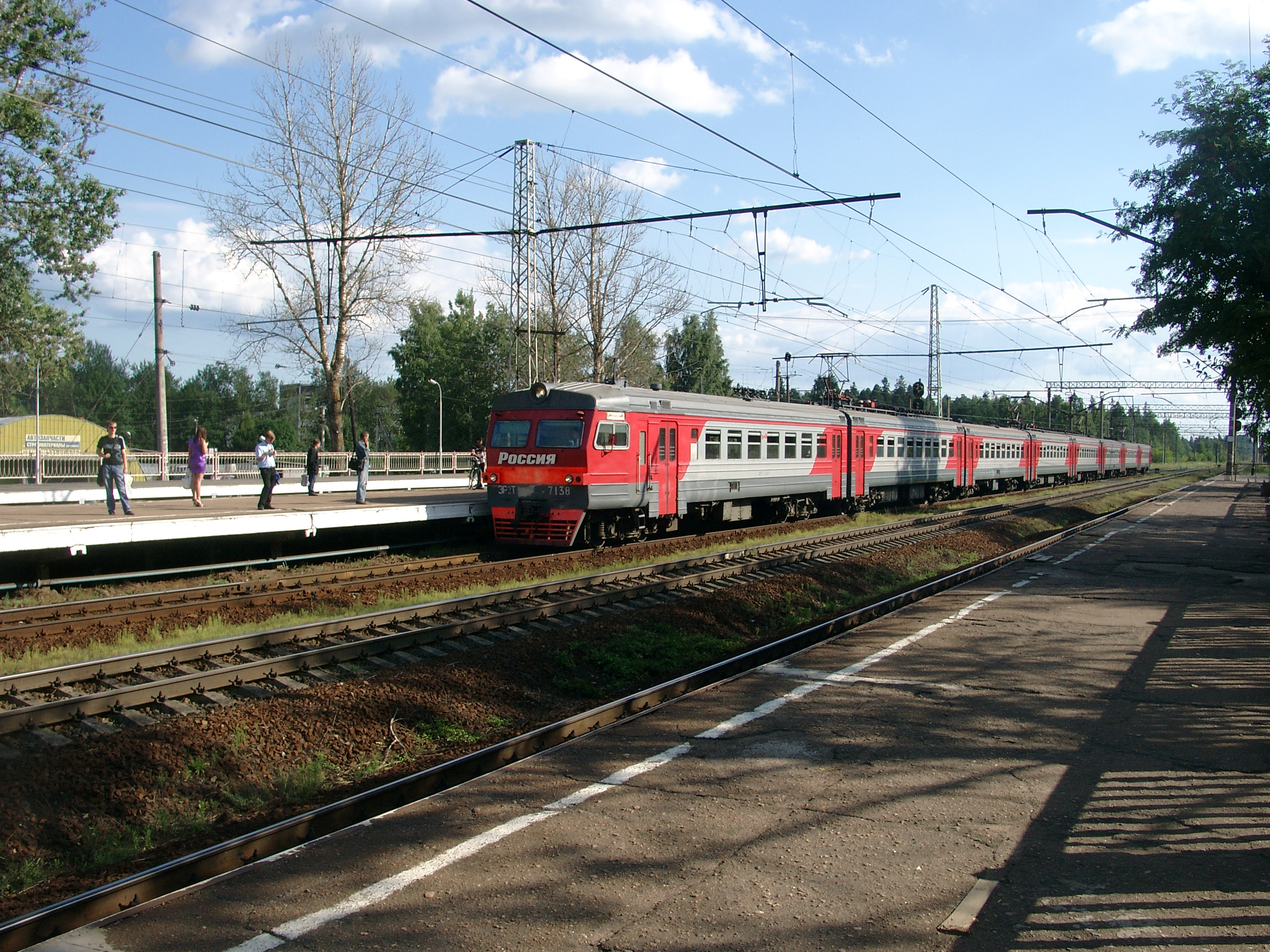
Электропоезд на Петербург прибывает к платформе
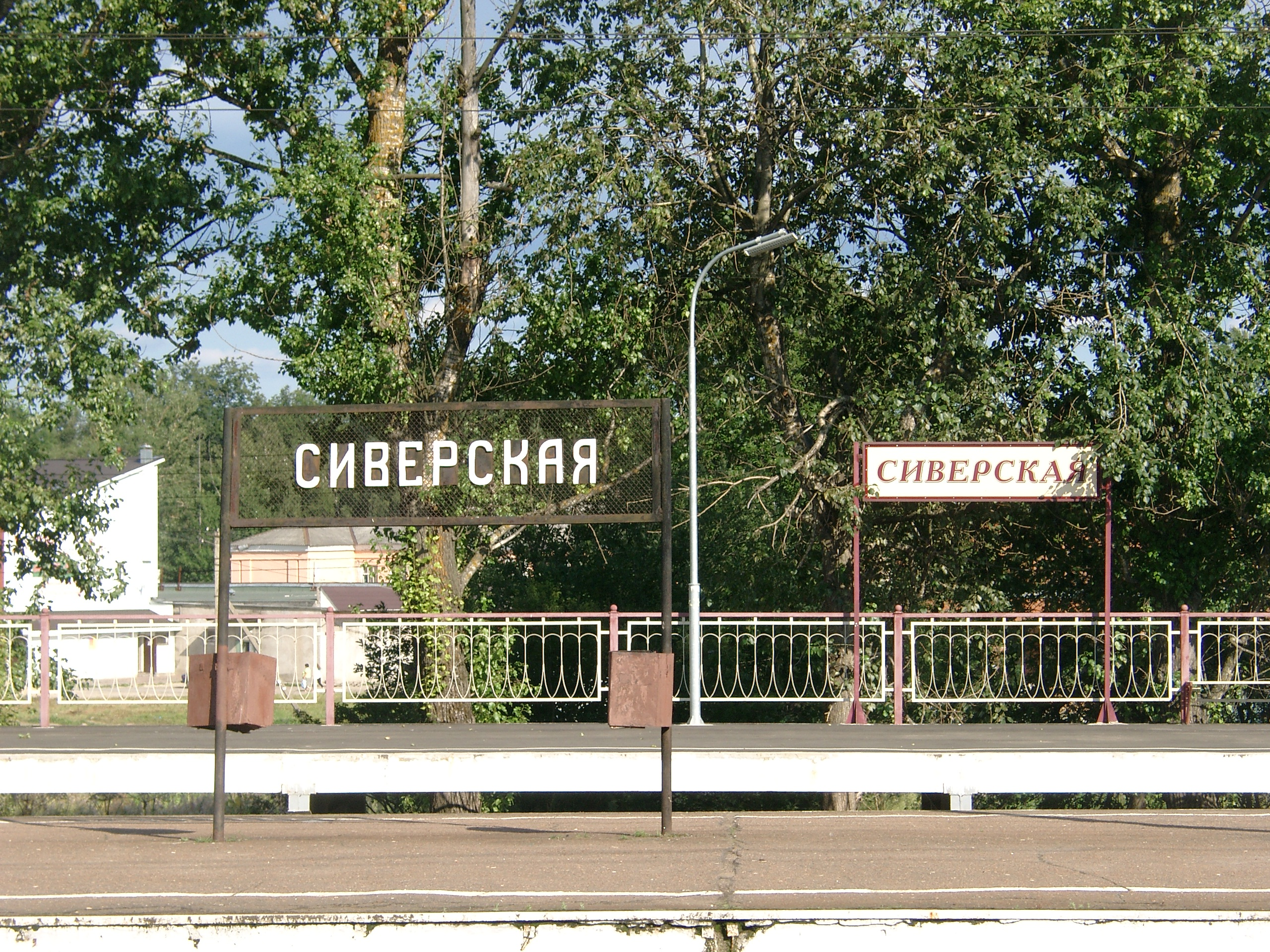
Указатели с названием станции: старый — на островной платформе, новый — на восточной боковой

## В кинематографе
- «Африканыч» (1970)